# Barani Kożuszek (powieść)
Barani Kożuszek. Opowiadanie historyczne z końca XVIII w. – powieść historyczna Józefa Ignacego Kraszewskiego z 1881.
Dedykowana rzeźbiarzowi Wiktorowi Łodzia-Brodzkiemu, twórcy dwóch marmurowych popiersi pisarza. Początkowo publikowana w 25 odcinkach na łamach warszawskiego „Tygodnika Ilustrowanego” (nr 263–287) w okresie od 8 stycznia do 5 czerwca 1881. Dwutomowe wydanie książkowe z przedmową Teodora Jeske-Choińskiego ukazało się dopiero w 1898 w „Bibliotece Dzieł Wyborowych” (nr 60–61). Poprzedziło je wydanie przekładu rosyjskiego w 1882. Wznowienia dokonano po długim czasie, w dwóch późnych wydaniach powojennych (1966, 1986), opartych na pierwodruku.

## Tło powstania
Tematyczny pomysł fabuły tej mało znanej i późno napisanej powieści zaczerpnął pisarz z Pamiętnika anegdotycznego z czasów Stanisława Augusta. Opisana tam autentyczna postać i losy tajemniczego żebraka z lat 1790–1794, nazywanego Baranim Kożuszkiem, różnią się jednak od ich literackiego przetworzenia. W ujęciu Kraszewskiego znacznie starszy wiekiem bohater jest głębiej motywowany ideowo i wyraźniej związany z obozem patriotycznym. Ponadto dla podbudowania i uatrakcyjnienia fabuły w jego losy wpleciono tragiczną historię rodzinną, tłumaczącą jego postawę moralną i wynikające z niej działania.

## Treść

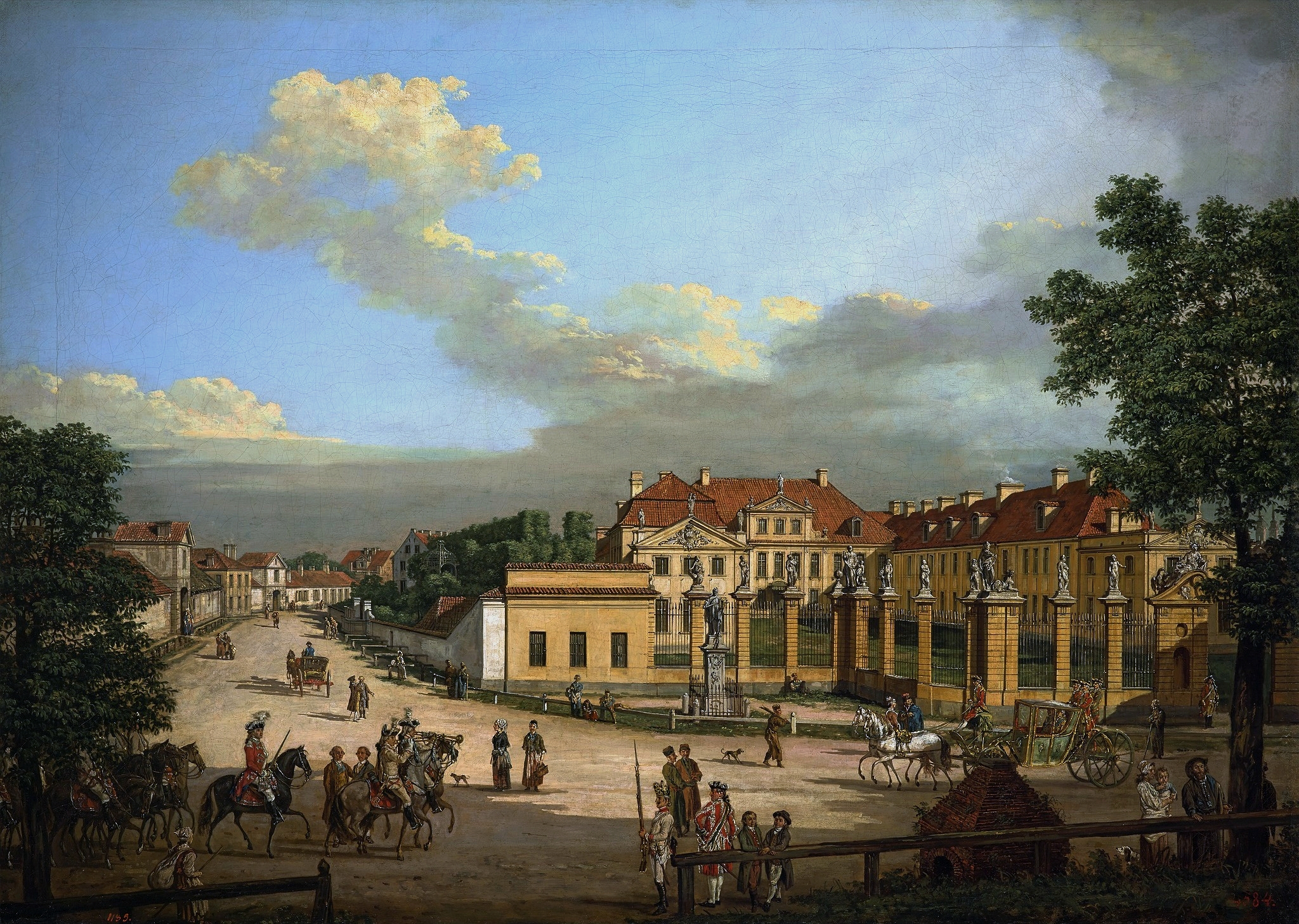
Warszawski pałac Mniszchów – rezydencja marszałka, który polecił schwytać Baraniego Kożuszka (mal. B. Bellotto-Canaletto)

Rok 1790. Warszawa stanisławowska, czas Sejmu Czteroletniego. Trwają przygotowania do ogłoszenia Konstytucji 3 Maja. W ożywionej politycznie i rozdyskutowanej stolicy grasuje tajemnicza postać, Barani Kożuszek – żebrak nie przyjmujący jałmużny, za to udzielający nauk moralnych i prześladujący możnych publicznym wytykaniem ich wad i przewinień. Na innym planie rozwija się historia Loiski – młodej, ale już zepsutej przez życie i powodzenie kobiety nieznanego pochodzenia, która niezwykle przyciąga uwagę środowiska zamożnych utracjuszy. Wzbudza też ona zainteresowanie, a potem uczucie młodego starosty, który świeżo przybyły do stolicy, nie orientuje się dobrze w układach politycznych. Pragnąca zerwać z dotychczasowym życiem Loiska staje się jednak narzędziem w planach intryg stronnictwa przyszłych targowiczan. W dodatku niejasny i zagadkowy związek łączy ją ze ściganym przez władze żebrakiem, który poważnie naraził się możnym.
Na przykładzie rozgrywających się w Warszawie wydarzeń autor przedstawił społeczno-polityczny obraz kraju w latach 1790–1792, w gorącej atmosferze obrad Sejmu Czteroletniego oraz ścierania się dwóch głównych stronnictw politycznych w sytuacji ukrytego zagrożenia ze strony państw ościennych. W narrację obok fikcyjnych wpleciono szereg postaci historycznych (król, hetman Branicki, Ignacy Potocki i in.).